# Misc.
MISC. é o terceiro álbum de estúdio da banda japonesa de rock visual kei DIMLIM, lançado em 28 de janeiro de 2020 pela gravadora DUM LABEL. O álbum estava planejado para ser lançado em dezembro de 2019 mas foi adiado para 28 de janeiro.
Chiaki Fujitani e Kate Ozaki do portal de notícias Real Sound selecionaram o álbum como uma das obras que marcaram a cena visual kei de 2020, especialmente entre o público jovem. Os dois também mantiveram essa classificação no portal Gekirock.

## Visão geral
O primeiro álbum após a saída de dois membros deixando a formação da banda composta apenas por Retsu, Sho e Hiroshi, Misc. se distanciou da sonoridade original da banda, que antes era influenciada pelo deathcore e metalcore, agora se encaixou nos gêneros math rock e rock alternativo. Em entrevista com a JaME World, Sho disse que o nome do álbum "vem da essência de vários lugares", assim dando o nome de miscelânea. Sobre o gênero musical do álbum, Retsu disse "nós achamos que DIMLIM é seu próprio gênero musical [...]" e Sho contou que "houve grandes mudanças na forma como vemos as músicas [...]". Misc. contou com a engenharia musical de Katsuya, que também trabalhou com a banda nos seus álbuns anteriores.

## Turnê
DIMLIM anunciou sua primeira turnê fora do Japão em 2020, promovendo o lançamento do álbum. Conta com datas no México, Brasil, Chile e Rússia. A apresentação no México foi cancelada por baixa demanda mas logo depois foi reconfirmada por outra empresa.
Os shows estavam previstos para acontecer no começo do ano, porém foram todos adiados devido a pandemia de COVID-19.

## Faixas
Das faixas que estão com o título original em japonês, a banda trocou para inglês (não necessariamente sua tradução) apenas para os lançamentos digitais do exterior. Os encartes no álbum vieram com a letra em japonês, porém a maioria das músicas são cantadas em inglês.
Todas as letras escritas por Sho, todas as músicas compostas por DIMLIM.
| N.º            | Título                                                 | Duração |  |
| 1.             | "We've changed.NOW IT'S YOUR TURN NEXT"                | 1:03    |  |
| 2.             | "MIST"                                                 | 3:37    |  |
| 3.             | "真夜中に私を連れ出して" (Take me out in the midnight) | 3:44    |  |
| 4.             | "Funny world"                                          | 3:39    |  |
| 5.             | "What's up ?"                                          | 4:23    |  |
| 6.             | "+ & −"                                                | 1:51    |  |
| 7.             | "For the future"                                       | 3:28    |  |
| 8.             | "Tick Tak"                                             | 3:35    |  |
| 9.             | "気付かない者たちへ" (TO FOOL)                         | 3:25    |  |
| 10.            | "Before it's too late"                                 | 3:41    |  |
| 11.            | "out of the darkness"                                  | 4:37    |  |
| 12.            | "Lament"                                               | 5:05    |  |
| Duração total: | Duração total:                                         | 42:15   |  |

## Ficha técnica
Dimlim
- Sho - vocais
- Retsu - guitarra
- Hiroshi - bateria

Produção
- Katsuya - engenharia musical